# Колаку (Вранча)
Колаку (рум. Colacu) — село у повіті Вранча в Румунії. Входить до складу комуни Валя-Серій.
Село розташоване на відстані 171 км на північ від Бухареста, 34 км на північний захід від Фокшан, 106 км на північний захід від Галаца, 98 км на схід від Брашова.

## Населення
За даними перепису населення 2002 року у селі проживали 782 особи, усі — румуни. Усі жителі села рідною мовою назвали румунську.